# José de Oliveira Rosa
José de Oliveira Rosa (Rio de Janeiro, c.1690 — 1769) foi um pintor colonial brasileiro.  
É um dos primeiros pintores fluminenses a se destacar. Sabe-se que pintou um grande painel alegórico para a sala de audiências do Palácio dos Vice-Reis, já destruído, e retratos e painéis para várias igrejas, incluindo um retrato de Madre Jacinta de São José no Convento de Santa Teresa. Executou ainda a pintura do forro da capela-mor da Igreja de Nossa Senhora do Monte do Carmo, representando a Virgem do Carmelo, atualmente destruído.
Importantes são os painéis sobre a vida de São Bernardo e Santa Bárbara na Capela das Relíquias na igreja do Mosteiro de São Bento. Estes painéis, assinados e datados, foram pintados em 1769 e mostram influência rococó.
Foi mestre do cenógrafo Francisco Muzzi e do pintor João de Sousa.